# Zwischengoldglas

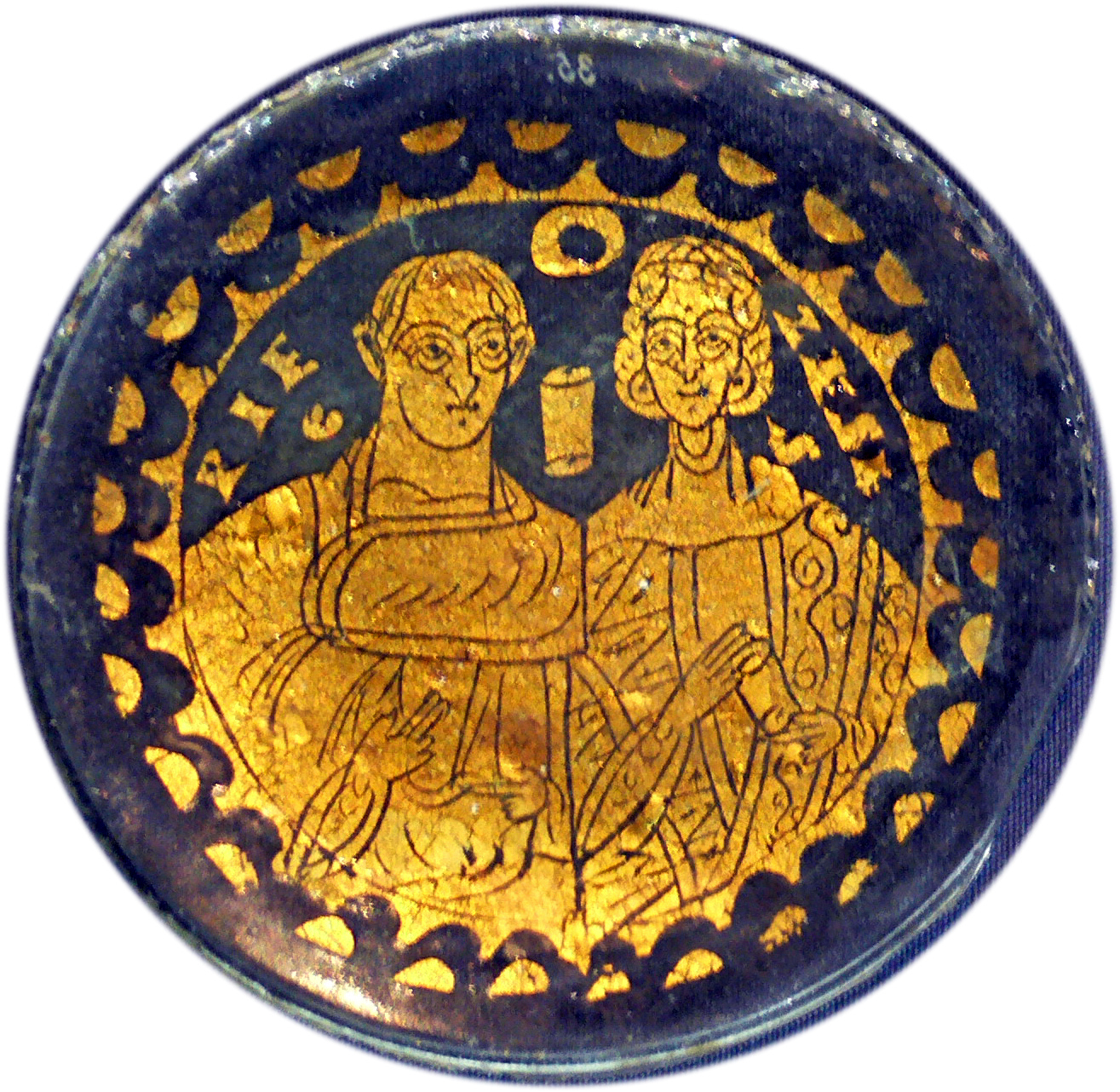
Goldglasboden mit einem Ehepaar, Wien, Kunsthistorisches Museum

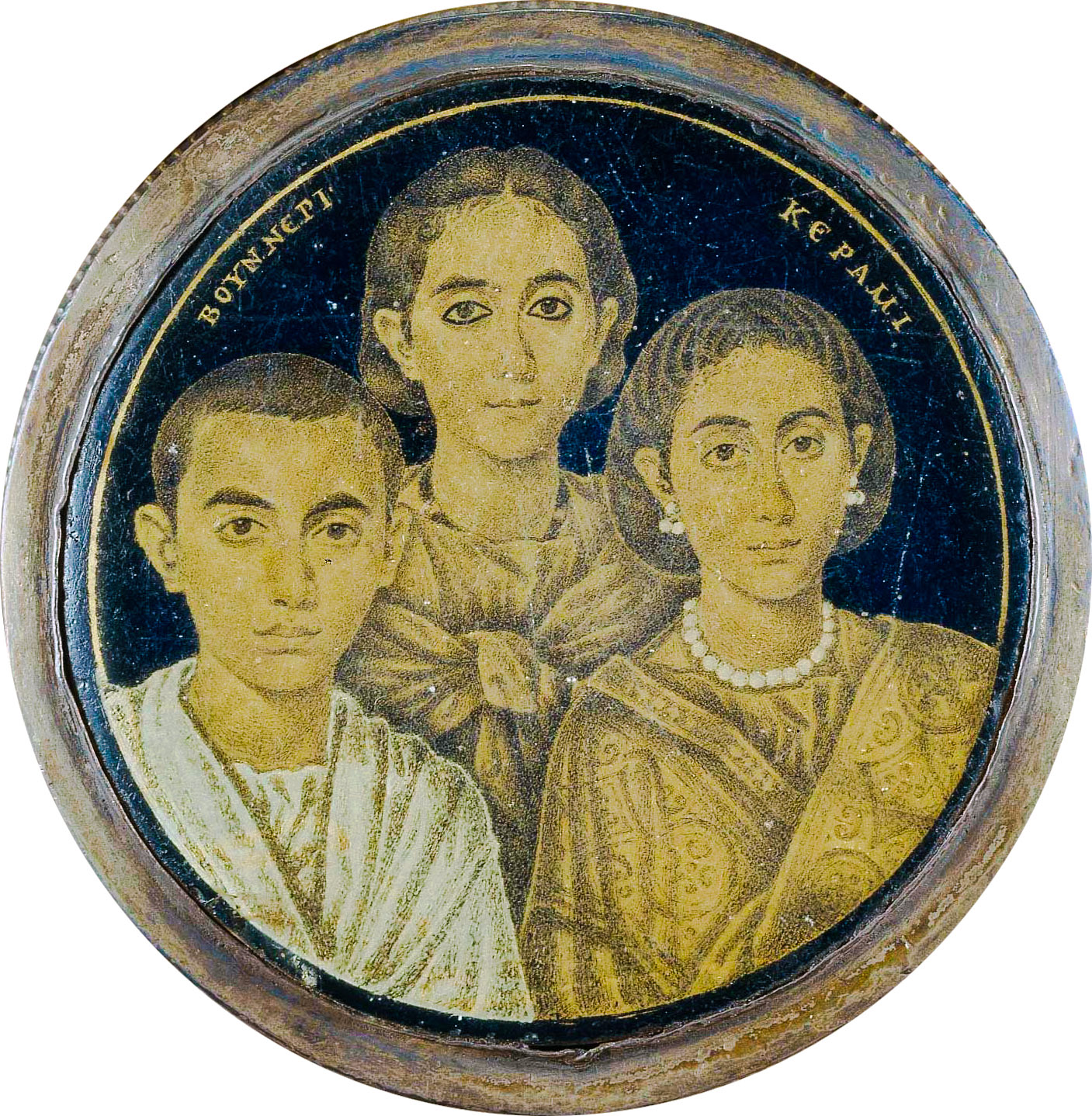
Goldglasboden mit einem Familienporträt, Brescia, Museo di Santa Giulia

Bei Zwischengoldgläsern befinden sich zwischen zwei Glasschichten Bild- oder Dekormotive aus Goldfolie. Sowohl bei der Gruppe römischer Gläser als auch bei den Exemplaren der Barockzeit handelt es sich überwiegend um Trinkgefäße.

## Römische Antike
Viele Zwischengoldgläser, die sehr häufig auch nur als Goldgläser bezeichnet werden, wurden in den Katakomben in Rom gefunden. Die Gefäße wurden dort mit dem Boden in den weichen Mörtel der Seiten der Gräber gedrückt. Die Wand der Gläser ist spätestens beim Herausnehmen meist zerstört worden, oft sind daher nur die Böden mit dem Motiv erhalten. Einige Stücke wurden auch verhandelt oder in den Provinzen nachgeahmt, so finden sich einige Exemplare im Rheinland, vor allem in Köln.

### Herstellungstechnik
Auf das Glas des Gefäßkörpers oder des Bodens wurde bei den antiken Stücken zunächst eine Goldfolie mit dem Motiv aufgebracht. Details können zusätzlich mit Glasmalerei farbig abgesetzt werden (vgl. die Perlenkette auf dem Familienporträt). Anschließend wurde der Rest des Gefäßes angeschmolzen, in anderen Fällen auch Nuppen aufgelegt, die den Abrieb verhinderte.
Bei einigen Gläsern wurde die Goldfolie nicht mit einer schützenden Glasschicht überfangen. Die Motive auf einem solchen Goldglas werden allerdings leicht abgerieben.

### Motive

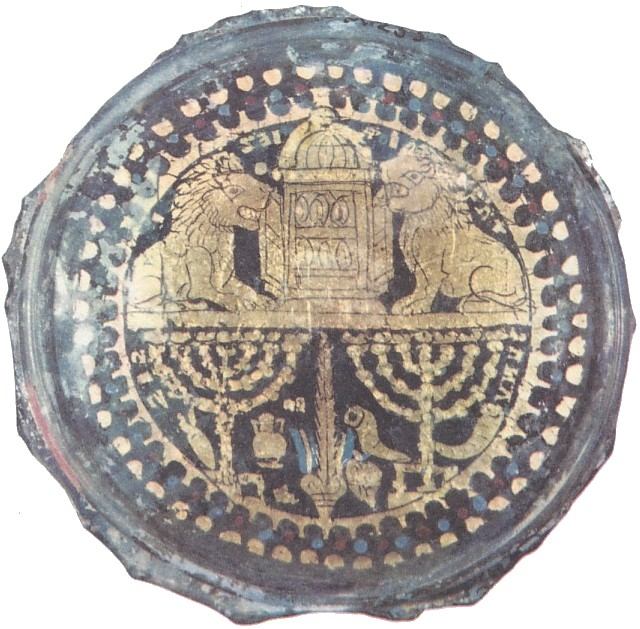
Boden eines römischen Zwischengoldglases mit jüdischen Symbolen. Zweites Jahrhundert

Zu den Motiven gehören private Porträts wie solche von Familien sowie christliche Bilder (zum Beispiel Porträts von Jesus Christus, Aposteln oder anderen Heiligen), auch jüdische Motive sowie heidnische Darstellungen sind vertreten. Jagdbilder, Zirkusszenen oder  Handwerksdarstellungen kommen ebenfalls vor. Dazu kommen gelegentlich Beischriften.

### Verwendung
Die Gefäße waren ursprünglich Alltagsgegenstände, die bei der Mahlzeit benutzt werden konnten. Aufgrund von Beischriften mit Glückwunschcharakter ist erwogen worden, dass Zwischengoldgefäße häufig als Geschenke dienten. So können Stücke mit Darstellungen von Ehepaaren als Hochzeitsgeschenke interpretiert werden.

## Barockzeit
Diese antike Technik wurde in der ersten Hälfte des 18. Jahrhunderts von böhmischen Glasmachern aufgegriffen. Ihre Zwischengoldgläser bestehen aus zwei passgenau ineinander gestülpten und am Lippenrand verkitteten Wandungen von Trinkgefäßen (Becher, Pokalkuppa), zwischen denen sich eine Goldradierung befindet. Zwischengoldgläser sind in allen bedeutenden Glassammlungen vertreten.